# Anoplocapros amygdaloides
Anoplocapros amygdaloides és una espècie de peix de la família dels aracànids i de l'ordre dels tetraodontiformes.

## Morfologia
- Els mascles poden assolir 30 cm de longitud total.[4][5]

## Hàbitat
És un peix marí i de clima subtropical que viu entre 5-100 m de fondària.

## Distribució geogràfica
Es troba al sud d'Austràlia: entre Austràlia Occidental i Austràlia Meridional.